# Haidmühle
Haidmühle é um município da Alemanha, no distrito de Freyung-Grafenau, na região administrativa de Niederbayern , estado de Baviera.